# Raków Częstochowa
Maillots
Actualités
Le RKS Raków Częstochowa est un club sportif polonais de football basé à Częstochowa.

## Histoire

### Fondation
Le club est fondé en 1921 sous le nom Klub Sportowo-Footballowy Racovia dans le village de Raków. En 1925, le club est dissous à la suite d'erreurs d'enregistrement. Il va être réactivé en 1927 sous le nom RKS Raków puis RKS Raków Częstochowa quand le village de Raków est intégré à la ville de Częstochowa.

### Deuxième division et épopée en Coupe de Pologne
Dans les années 1962 à 1966, l'équipe joue dans la deuxième division. Le 9 juillet 1967, Raków perd 0-2 contre le Wisła Cracovie en finale de la Coupe de Pologne. En 1972, Raków atteint la demi-finale de la Coupe de Pologne, perdue face au Legia Varsovie.

### Promotion en première division puis relégation
En 1994, pour la première fois dans l'histoire du club, Raków est promu en première division. Le club joue dans l'élite pendant quatre saisons jusqu'à sa relégation en 1997-1998. Le club a connu ensuite des relégations se retrouvant en quatrième division. Le Raków Częstochowa est finalement revenu en deuxième division polonaise en 2016.

### Remontée en première division puis premier titre de champion
Lors de la saison 2018-2019, le club s'assure la montée en première division à quatre journées de la fin du championnat. Après 21 ans, le club retrouve l'élite du football polonais. Le club termine sa première saison en Ekstraklasa au milieu du tableau. La saison suivante en 2020-2021 le club termine vice-champion de Pologne et remporte son premier titre, la Coupe de Pologne, s'assurant une qualification en Ligue Europa Conférence 2021-2022. Le club récidivera en 2021-2022 avec de nouveau un titre de vice-champion ainsi que sa deuxième Coupe de Pologne.
Le Raków Częstochowa est sacré pour la première fois champion de Pologne lors de la saison 2022-2023.

## Bilan sportif

### Palmarès
- Championnat de Pologne
  - Champion : 2023
  - Vice-champion : 2021, 2022 et 2025
- Coupe de Pologne (2)
  - Vainqueur : 2021, 2022
  - Finaliste : 1967, 2023
- Supercoupe de Pologne
  - Vainqueur : 2021 et 2022
- Championnat de Pologne de deuxième division
  - 2019

### Bilan européen
Note : dans les résultats ci-dessous, le score du club est toujours donné en premier
| Saison    | Compétition             | Tour             | Club               | Domicile | Extérieur | Total             |
| --------- | ----------------------- | ---------------- | ------------------ | -------- | --------- | ----------------- |
| 2021-2022 | Ligue Europa Conférence | Deuxième tour Q  | Sūduva Marijampolė | 0 - 0    | 0 - 0 ap  | 0 - 0 (4 - 3 tab) |
| 2021-2022 | Ligue Europa Conférence | Troisième tour Q | Rubin Kazan        | 0 - 0    | 1 - 0 ap  | 1 - 0             |
| 2021-2022 | Ligue Europa Conférence | Barrages Q       | KAA La Gantoise    | 1 - 0    | 0 - 3     | 1 - 3             |
| 2022-2023 | Ligue Europa Conférence | Deuxième tour Q  | FK Astana          | 5 - 0    | 1 - 0     | 6 - 0             |
| 2022-2023 | Ligue Europa Conférence | Troisième tour Q | Spartak Trnava     | 1 - 0    | 2 - 0     | 3 - 0             |
| 2022-2023 | Ligue Europa Conférence | Barrages Q       | Slavia Prague      | 2 - 1    | 0 - 2 ap  | 2 - 3             |
| 2023-2024 | Ligue des champions     | Premier tour Q   | Flora Tallinn      | 1 - 0    | 3 - 0     | 4 - 0             |
| 2023-2024 | Ligue des champions     | Deuxième tour Q  | Qarabağ FK         | 3 - 2    | 1 - 1     | 4 - 3             |
| 2023-2024 | Ligue des champions     | Troisième tour Q | Aris Limassol      | 2 - 1    | 1 - 0     | 3 - 1             |
| 2023-2024 | Ligue des champions     | Barrages Q       | FC Copenhague      | 0 - 1    | 1 - 1     | 1 - 2             |
| 2023-2024 | Ligue Europa            | Groupe D         | Atalanta Bergame   | 0 - 4    | 0 - 2     | Quatrième         |
| 2023-2024 | Ligue Europa            | Groupe D         | Sporting CP        | 1 - 1    | 1 - 2     | Quatrième         |
| 2023-2024 | Ligue Europa            | Groupe D         | Sturm Graz         | 0 - 1    | 1 - 0     | Quatrième         |
| 2025-2026 | Ligue Conférence        | Deuxième tour Q  | MŠK Žilina         | 3 - 0    | 3 - 1     | 6 - 1             |
| 2025-2026 | Ligue Conférence        | Troisième tour Q | Maccabi Haïfa      | 0 - 1    | 2 - 0     | 2 - 1             |
| 2025-2026 | Ligue Conférence        | Barrages Q       | Arda Kardjali      | -        | -         | -                 |

Légende
- Victoire ou qualification pour le tour suivant
- Match nul
- Défaite ou élimination de la compétition